# Europäisches Übereinkommen über die Ausübung von Kinderrechten
Das Europäische Übereinkommen über die Ausübung von Kinderrechten beruht auf dem Übereinkommen der Vereinten Nationen über die Rechte des Kindes, welches am 2. September 1990 in Kraft trat und die Vertragsstaaten verpflichtet, alle geeigneten Gesetzgebungs-, Verwaltungs- und sonstigen Maßnahmen zur Verwirklichung der in der UN-Kinderrechtskonvention anerkannten Rechte zu treffen.
Die europäische Kinderrechtsabkommen enthält verfahrensrechtliche Maßnahmen, die den Kindern die Möglichkeit geben sollen, ihre Rechte geltend zu machen, und sieht die Einsetzung eines Ständigen Ausschusses vor, der die von dem Übereinkommen aufgeworfenen Fragen behandeln soll.
Das Übereinkommen enthält auch Maßnahmen bei familienrechtlichen Gerichtsverfahren. Das Gericht oder jede Person, die bestellt ist, ein Kind zu vertreten, hat gewisse Pflichten, um die Ausübung der Kinderrechte zu erleichtern. Die Kinder sollten ihre Rechte (z. B. Auskünfte zu erhalten und ihre Meinung zu äußern) persönlich oder mit Hilfe anderer Personen oder Stellen geltend machen dürfen.
Familienrechtliche Verfahren, bei denen es um die besonderen Interessen der Kinder geht, betreffen das Sorgerecht, die Bestimmung des Aufenthalts von Kindern, das Besuchsrecht, die Feststellung und Anfechtung der Abstammung, die Ehelichkeitserklärung, die Adoption, die Vormundschaft, die Vermögensverwaltung der Kinder, Erziehungsmaßnahmen, die Aberkennung oder Einschränkung der elterlichen Sorge, der Schutz der Kinder vor grausamen und erniedrigender Behandlung sowie die ärztliche Versorgung.
Jede Vertragspartei ist verpflichtet, mindestens drei Kategorien familienrechtlicher Verfahren zu bestimmen, für die das Übereinkommen Anwendung finden soll. Dieses europäische Rechtsinstrument soll zudem die Umsetzung des Übereinkommens der Vereinten Nationen über die Rechte von Kindern erleichtern.